# Herman Gorter
Herman Gorter (født 26. november 1864 i Wormerveer, død 15. september 1927 i Sint-Joost-ten-Node) var en nederlandsk digter og medstifter af Sociaal-Democratische Partij i Nederlandene.
Han blev mest kendt for sit digt af en episk længde kaldet Mei (maj) (1889). Åbningssætningen blev til en vending:
| “ | Een nieuwe lente en een nieuw geluid. Et nyt forår og en ny lyd | ” |

| Nederlandsk                                |  | Dansk                                       |
| ------------------------------------------ |  | ------------------------------------------- |
| Een nieuwe lente en een nieuw geluid       |  | Et nyt forår og en ny lyd                   |
| Ik wil dat dit lied klinkt als het gefluit |  | Jeg vil at denne sang lyder som der fløjtes |
| Dat ik vaak hoorde voor een zomernacht,    |  | Som jeg ofte hørte på en sommeraften,       |
| In een oud stadje, langs de watergracht    |  | I en gammel by langs vandkanalen            |

Herman Gorter regnes blandt de største digtere i nederlandske sprog.

## Statuer
- Herman Gorter af Hans Bayens, Bergen aan Zee.
- Blauw (vlamt de lucht) som murdigt i Leiden.